# Аблаєв Енвер Мустафайович
Енве́р Мустафа́йович Абла́єв (1915, Дерекой, Ялтинський повіт — 2 серпня 1987, Сімферополь) — радянський військовий лікар, начальник санітарної служби, гвардії майор медичної служби. Учасник Другої світової війни.

## Біографія
Народився у 1915 році в селі Дерекой (нині частина Ялти) в родині селян-середняків. Батько — Аблаєв Мустафа (1867–1927), кримський татарин, займався сільським господарством. Мати — Алаєва Дженятхан (1872–1944), кримська татарка, померла під час депортації до Узбецької РСР.
У 1933 році закінчив 9 класів школи в Ялті. У 1936 році закінчив робітфак. У 1937 році вступив до Другого Московського державного медичного інституту, який закінчив у 1941 році. У 1940 році вступив до ВКП(б). Початок війни зустрів у Москві.

### Участь у Другій світовій війні
У червні 1941 року добровольцем пішов на фронт. Пройшов увесь військовий шлях до Берліна як начальник санітарної служби штабу оперативної групи мінометних частин Південно-Західного фронту 18-ї гвардійської мінометної бригади. На озброєнні цієї бригади перебували реактивні установки БМ-13, відомі як «Катюші».
9 грудня 1941 року під час Єлецької операції разом із групою прикриття прорвався через зайняті противником дороги та брав участь у виведенні 4-го гвардійського мінометного полку з оточення.
Його дивізіон брав участь у Сталінградській битві на ділянці річки Волга поблизу Сталінградського тракторного заводу.
26 вересня 1943 року брав участь у битві за Дніпро. Під час переправи на правий берег Дніпра понтон з особовим складом та технікою потрапив під сильний мінометний та артилерійський вогонь і почав тонути. Аблаєв кинувся у воду і врятував життя шістьом потопаючим та пораненим гвардійцям.
У січні-лютому 1945 року в районі сіл Кіршбішау, Вокренхайн, Шургас, а також біля міста Стопниця рятував життя гвардійців та солдатів, за що був нагороджений орденом Вітчизняної війни.

### Післявоєнна кар'єра
Після війни, з 1949 року, працював лікарем-оториноларингологом у Баку. З 1952 року — лікар-фтизіатр у туберкульозному госпіталі для інвалідів Великої Вітчизняної війни в місті Самарканд.
Вів активну наукову діяльність. Його роботи зробили значний внесок у лікування хворих на туберкульоз легень та амілоїдоз внутрішніх органів. До публікації його праць переливання крові при цих захворюваннях вважалося протипоказаним.

## Особисте життя та громадська діяльність
Був двічі одружений. Від першого шлюбу мав доньку Діляру, від другого — доньок Ельвіру та Іффет.
Боровся за реабілітацію кримськотатарського народу. У 1971 році йому вдалося отримати дозвіл на прописку та повернутися до Криму. Він домагався повної реабілітації кримських татар і з цього приводу зустрічався з політичними лідерами СРСР, зокрема з Михайлом Горбачовим.
Останні роки жив у Сімферополі. Помер від інсульту 2 серпня 1987 року. Похований на кладовищі біля села Донське.

## Наукові праці
- «Переливання крові при туберкульозі легень» — журнал «Проблеми туберкульозу», № 1, 1955 р.
- «Переливання крові при амілоїдозі внутрішніх органів» — журнал «Охорона здоров'я Узбекистану», № 10, 1960 р.

## Нагороди
- Нагрудний знак «Відмінник охорони здоров'я» (СРСР) (1968)
- Нагрудний знак «Гвардія»
- Два ордени Червоної Зірки (1.1.1942; 7.1.1943)
- Два ордени Вітчизняної війни II ступеня (19.2.1945; 6.4.1985)
- Медаль «За оборону Сталінграда» (22.12.1942)
- Медаль «За визволення Праги» (9.6.1945)
- Медаль «За взяття Берліна» (9.6.1945)
- Медаль «За перемогу над Німеччиною» (9.6.1945)